# Jatsu Garazi
Jatsu Garazi  (en francès i oficialment Jaxu), és un municipi de la Baixa Navarra, un dels set territoris que formen Euskal Herria, al departament dels Pirineus Atlàntics i a la regió de la Nova Aquitània. Limita amb les comunes d'Irisarri i Suhuskune al nord, Ortzaize al nord-oest, Ainhize-Monjolose a l'est, Izpura a l'oest, Buztintze-Hiriberri al sud-est i Donazaharre al sud.

## Demografia
| Evolució de la població |      |      |      |      |      |      |      |      |
| 1793                    | 1800 | 1806 | 1821 | 1831 | 1836 | 1841 | 1846 | 1851 |
| 418                     | 389  | 413  | 449  | 495  | 508  | 500  | 506  | 488  |

| 1856 | 1861 | 1866 | 1872 | 1876 | 1881 | 1886 | 1891 | 1896 |
| ---- | ---- | ---- | ---- | ---- | ---- | ---- | ---- | ---- |
| 451  | 424  | 403  | 372  | 378  | 373  | 342  | 329  | 319  |

| 1901 | 1906 | 1911 | 1921 | 1926 | 1931 | 1936 | 1946 | 1954 |
| ---- | ---- | ---- | ---- | ---- | ---- | ---- | ---- | ---- |
| 337  | 312  | 273  | 268  | 290  | 281  | 264  | 258  | 241  |

| 1962 | 1968 | 1975 | 1982 | 1990 | 1999 | 2006 | 2011 | 2016 |
| ---- | ---- | ---- | ---- | ---- | ---- | ---- | ---- | ---- |
| 230  | 200  | 187  | 181  | 179  | 166  | -    | -    | -    |

| 2019 | - | - | - | - | - | - | - | - |
| ---- | - | - | - | - | - | - | - | - |
| -    | - | - | - | - | - | - | - | - |